# Ravageurs des agrumes
Liste non exhaustive des ravageurs des agrumes (Citrus spp)..

## Mollusques
Les escargots bruns européens (Helix aspersa) peuvent être un problème en Californie, bien que la lutte puisse s'organiser en recourant à des canards type « Mallard » ou « Khaki Campbell ».

## Insectes

### Coléoptères
- Anoplophora chinensis, capricorne asiatique des agrumes ou  capricorne à points blancs (Cerambycidae)
- Agrilus auriventris, bupreste du citronnier (Buprestidae)
- Tropinota hirta, cétoine hérissée (Cetoniidae)
- Otiorhynchus cribricollis, otiorhynque de l'olivier (Curculionidae)

### Diptères
- Ceratitis capitata, mouche méditerranéenne des fruits ou mouche de l'oranger (Tephritidae)[2].
- Bactrocera minax, mouche chinoise des agrumes (Tephritidae)[3].
- Bactrocera tsuneonis, mouche  du citronnier (Tephritidae)

### Hémiptères

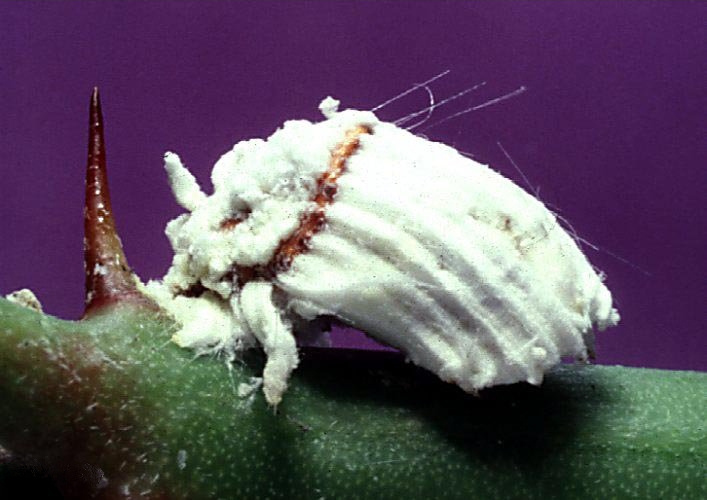
Cochenille australienne (Icerya purchasi).

Les plantes du genre Citrus sont très sensibles à l'infestation par des pucerons, des aleurodes et des cochenilles (par exemple le « pou rouge de Californie » (Aonidiella aurantii). Ces ectoparasites jouent également un rôle important de vecteur pour la transmission de maladies virales, comme le virus de la tristeza des agrumes (ou CTV, acronyme de Citrus tristeza virus)  transmis par les pucerons qui, lorsqu'il n'est pas détecté par des méthodes de contrôle appropriées est dévastateur pour les plantations d'agrumes. Le principal vecteur de la Tristeza est le puceron brun des Citrus (Toxoptera citricidus).
Aux États-Unis, la plus récente menace pour les plantations d'agrumes est le psylle asiatique des agrumes ou  psylle de l'oranger (Diaphorina citri).
Cet insecte de la famille des Psyllidae s'alimente sur les feuilles et les tiges des arbres du genre Citrus et des genres voisins - mais le vrai danger réside dans le fait qu'elle peut transmettre aux arbres la maladie du Dragon jaune, ou Huanglongbing (HLB), maladie bactérienne mortelle
La psylle a été repérée à Tijuana (Mexique) très près de la Californie en juin 2008, . Quelques mois plus tard, on l'a trouvé à San Diego, et elle s'est propagée rapidement dans le reste de la Californie, malgré les mesures de quarantaine.
On a également intercepté cet insecte dans des emballages de fruits et de plantes, notamment agrumes, plantes ornementales, fleurs coupées, importés d'autres pays.
Dans l'est de l'Australie, une punaise de la famille des Tessaratomidae, Musgraveia sulciventris, est l'un des principaux ravageurs des agrumes, notamment des pamplemousses. En cas de fortes infestations, elle peut causer la chute des fleurs et des fruits et l'affaiblissement général des arbres.
Outre le pou rouge de Californie, diverses cochenilles affectent les plantations d'agrumes, notamment la cochenille noire de l'olivier (Saissetia oleae), la cochenille chinoise ou céroplaste des agrumes (Ceroplastes sinensis), la cochenille australienne (Icerya purchasi), la cochenille noire de l'oranger (Parlatoria zizyphii), la cochenille serpette (Lepidosaphes beckii) et la cochenille virgule (Lepidosaphes gloverii).
- Cochenilles farineuses (Pseudococcus citri et Pseudococcus adonidum).
- Cochenille asiatique des agrumes ou cochenille yanon (Unaspis yanonensis).
- cochenille blanche de l'oranger (Planococcus citri ).
- Cochenille des racines du citronnier (Ripersiella kondonis).
- Cochenille plate de l'oranger ou  pou des hespérides (Coccus hesperidum).
- Cochenille virgule des orangers ou kermès virgule de Beck (Lepidosaphes beckii).
- Cochenille virgule des orangers ou kermès virgule de Beck (Lepidosaphes beckii).

- Psylle africain des agrumes (Trioza erytreae).

- Pou rouge des orangers (Chrysomphalus dictyospermi).
- Kermès du citronnier (Chloropulvinaria aurantii).
- Puceron noir de l'oranger ou puceron du caféier (Toxoptera aurantii)
- Puceron tropical de l'oranger ou puceron toxoptère citricide (Toxoptera citricidus)

- Aleurode noir des agrumes (Aleurocanthus woglumi).
- Aleurode épineux du citronnier (Aleurocanthus spiniferus).
- Aleurode du citronnier ou aleurode des aurantiacées (Dialeurodes citri).

### Lépidoptères

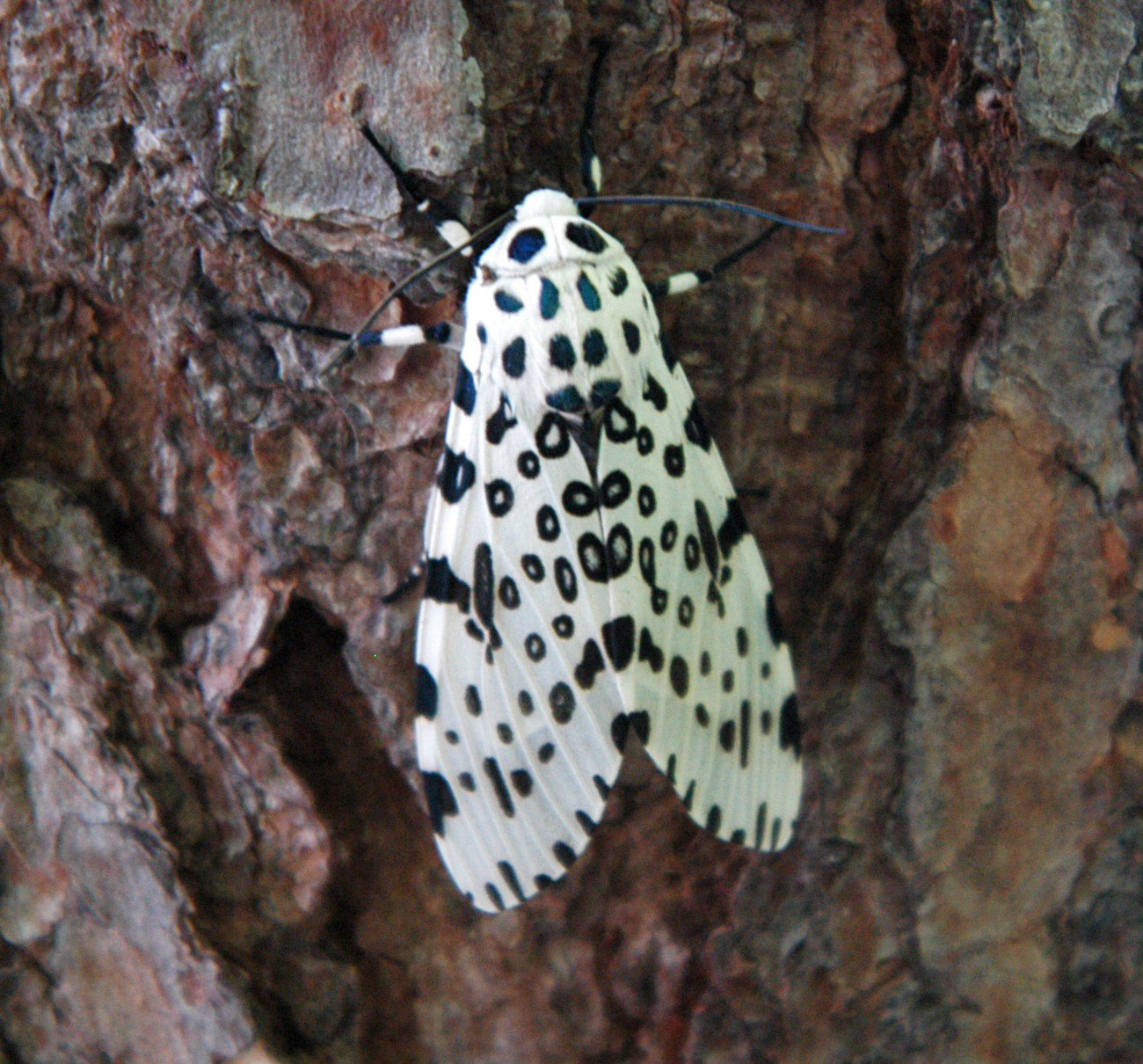
Hypercompe scribonia.

Les chenilles de certains Lépidoptères sont phyllophages et se nourrissent du feuillage des agrumes. C'est le cas notamment des espèces telles, chez les Geometridae, la Phalène sillonnée (Hemithea aestivaria) et la Phalène de l'olivier (Gymnoscelis rufifasciata), chez les Erebidae, Hypercompe scribonia, Hypercompe eridanus ,Hypercompe icasia et Hypercompe indecisa, de nombreuses espèces de la famille des Papilionidae et une Tordeuse, Cnephasia jactatana.
Depuis l'an 2000, la mineuse des agrumes ou mineuse des feuilles de l'oranger (Phyllocnistis citrella), qui creuse des galeries sinueuses dans le limbe des feuilles, est un ravageur des agrumes en Californie.
- Cnephasia jactatana (Tortricidae)
- Cryptoblabes gnidiella, Pyrale des agrumes (Pyralidae)
- Gymnoscelis rufifasciata, Phalène de l'olivier (Geometridae),
- Hemithea aestivaria, Phalène sillonnée (Geometridae)
- Hypercompe eridanus (Erebidae),
- Hypercompe icasia (Erebidae),
- Hypercompe indecisa (Erebidae),
- Hypercompe scribonia (Erebidae),
- Phyllocnistis citrella, Mineuse des feuilles d'agrumes (Gracillariidae)
- Prays citri, Teigne des fleurs du citronnier (Yponomeutidae)

### Thysanoptères
- Frankliniella bispinosa, thrips des fleurs de Floride (Thripidae)
- Heliothrips haemorrhoidalis, thrips des serres (Thripidae)
- Pezothrips kellyanus, thrips de Kelly (Thripidae)
- Scirtothrips aurantii, thrips sud-africain des agrumes (Thripidae)
- Scirtothrips citri, thrips californien des agrumes (Thripidae)
- Scirtothrips dorsalis,  thrips jaune du théier (Thripidae)

## Arachnides
- Tétranyques : Tetranychus urticae et Tetranychus cinnabarinus
- Acarien des bourgeons ou phytopte des agrumes : Aceria sheldoni[2].
- Acarien des agrumes : Phyllocoptruta oleivora
- Acarien acule du citronnier : Aculops pelekassi
- Araignée rouge des agrumes : Panonychus citri
- Brevipalpus lewisi
- Brevipalpus californicus
- Eutetranychus orientalis
- Polyphagotarsonemus latus

## Nématodes
- Belonolaimus longicaudatus (Dolichodoridae), (en Floride)
- Hemicycliophora arenaria, (Criconematidae),
- Hemicycliophora nudata, (Criconematidae),
- Meloidogyne spp., (Heteroderidae),
- Paratrichodorus lobatus, (Trichodoridae),
- Paratrichodorus minor, (Trichodoridae),
- Pratylenchus spp., (Hoplolaimidae),
  - Pratylenchus brachyurus, (Hoplolaimidae),
  - Pratylenchus coffee, (Hoplolaimidae),
  - Pratylenchus vulnus, (Hoplolaimidae),
- Radopholus similis (=Radopholus citrophilus), nématode foreur de racines, nématode endoparasite (Hoplolaimidae),
- Tylenchulus semipenetrans, nématode des agrumes ou anguillule du citronnier (Tylenchulidae).
- Xiphinema brevicolle, (Longidoridae),
- Xiphinema index, (Longidoridae),

Pour une liste des espèces de nématodes susceptibles d'attaque les plantes du genre Citrus, consulter Nemabase, Université de Californie à Davis.